# Félix Vicente Azón Vilas
Félix Vicente Azón Vilas (L'Almúnia de Sant Joan, 1955) és Vocal del Consejo General del Poder Judicial. Llicenciat en Dret per la Universitat de Saragossa i Màster en Ciències de les Relacions Industrials i Gestió del personal per la London School of Economics and Political Science de Londres. L'any 2002 va ser nomenat Lletrat Tècnic del Consell General del Poder Judicial, on va ocupar diversos càrrecs dedicats a promoure la formació continuada dels professionals. Vinculat amb el món universitari, ha sigut professor associat a la UNED d'Aragó, a la Universitat de Madrid, a la Universitat Autònoma de Barcelona i a la Universitat Pompeu Fabra, igualment ha impartit nombroses conferències i ha escrit a bastament sobre el món judicial i el dret del treball. L'any 2006 s'incorpora al Tribunal Superior de Justícia de Catalunya i des de 2008 és Vocal del Consell General del Poder Judicial, on és responsable de la Jurisdicció de Treball i Seguretat Social. L'any 2010 el Govern de Catalunya li va atorgar la “Menció Honorífica de la Generalitat de Catalunya en matèria de justícia”.